# Gaigimet
Gaigimet é um filme de drama georgiano de 2012 dirigido e escrito por Rusudan Chkonia. Foi selecionado como representante da Geórgia à edição do Oscar 2013, organizada pela Academia de Artes e Ciências Cinematográficas.

## Elenco
- Ia Sukhitashvili - Gvantsa
- Gia Roinishvili - Otar
- Olga Babluani - Elene
- Tamuna Bukhnikashvili - Irina
- Nana Shonia - Inga